# Walungu
Walungu är ett territorium i Kongo-Kinshasa. Det ligger i provinsen Södra Kivu, i den östra delen av landet, 1 500 km öster om huvudstaden Kinshasa.